# Дідушок Василь Федорович
Васи́ль Дідушо́к (27 серпня 1889, Княже, Золочівський район, Львівська область —  3 листопада 1937, урочище Сандармох, поблизу Медвеж'єгорська, Карелія, Російська Федерація) — сотник УСС, полковник Армії УНР, начальник штабу Корпусу Січових Стрільців у Києві. Жертва сталінського терору.
Брат-близнюк Петра Дідушка.

## Біографія
Народився 1889 року у с. Княжому Золочівського повіту.
Здобув вищу юридичну освіту.
З серпня 1914 року, як старшина запасу австрійського війська, був переведений до Легіону УСС. Командант сотні, що 10 вересня 1914 року першою вийшла на фронт. Згодом — командант І-го куреня І-го полку УСС в ранзі сотника..
23 жовтня 1914 р. нагороджений «Малою Срібною Медаллю За Хоробрість».
29 червня 1915 року у бою між Тустанем і Семиківцями стрільці сотні Дідушка взяли в полон 1200 російських солдат. Згодом став командантом І-го куреня І-го полку УСС в ранзі сотника. У бою на горі Лисоня у 1916 році потрапив у російський полон.
У 1917 році перейшов на службу до Центральної Ради, став одним із організаторів куреня Січових Стрільців у Києві.
З березня 1918 р. — отаман, начальник штабу Головної губернської військової комендатури Київщини.
З грудня — полковник, начальник штабу комендатури Києва та Київської фортеці, а згодом — начальник штабу Корпусу Січових Стрільців, отаман для доручень корпусу. Автор публікацій на військову тематику, зокрема «Наші цілі».
1920 року перейшов на бік більшовиків, сподіваючись на їхню підтримку в боротьбі з поляками — окупантами Галичини. Згодом став членом КП(б)У та ВКП(б), співробітником Розвідуправління Генштабу РСЧА (був радянським розвідником). Як військовий розвідник-нелегал (1920—1932) працював у Польщі, Румунії — там засуджений за шпигунство (1923) і провів три роки у в'язниці. Працівник нелегальної резидентури в Харбіні (Китай, 1926—1929), у Фінляндії (1929—1930), заступник резидента у Відні (Австрія, 1931—1932), резидент у Берліні (1932). У 1932-му відкликаний з-за кордону.
2 вересня 1933 р. засуджений Колегією ОГПУ СРСР до страти (ст. 58-6 КК РСФРР), яку замінили на 10 років виправно-трудових таборів (ВТТ). Покарання відбував на Соловках, але через 4 роки, Особливою трійкою УНКВС ЛО 9 жовтня 1937 р. засуджений до найвищої кари. Страчений разом із братами Петром і Володимиром та групою діячів української культури в урочищі Сандормох поблизу робітничого селища Медвежа Гора (нині м. Медвеж'єгорськ у Карелії) 3 листопада 1937 року.
Немає відомостей про реабілітацію.